# Jay 2007 The World Tours Live Performance
A Jay 2007 The World Tours Live Performance Jay Chou harmadik koncertalbuma, mely 2008-ban jelent meg, CD és DVD formátumban. A felvételek Chou 2007-es sanghaji és hongkongi koncertjein készültek. Az album háromféle verzióban érhető el: a két CD-t tartalmazó változat borítóján Chou arcképe látható egy zöld Jay logóval, a DVD-verzió borítóján Chou éneklés közben látható, piros Jay-logóval, a harmadik változat a két CD-t és a DVD-t is tartalmazza, a borítón Chou tánc közben látható és a logó lila színű.